# Дубовая роща с природным водоёмом
«Дубо́вая ро́ща с приро́дным водоёмом» (укр. «Дубовий гай з природною водоймою») — ботанический памятник природы местного значения, расположенный на территории Шевченковского района Киевского горсовета (Украина). Создан 24 октября 2002 года. Площадь — 1,8 га. Землепользователь — коммунальное предприятие по содержанию зелёных насаждений в Шевченковском районе и школа № 73 (соглашение от 19.03.2002 № 83)

## История
Ботанический памятник природы местного значения был создан решением Киевского горсовета № 96/256 от 24 октября 2002 года с целью сохранения, охраны и использования в эстетических, воспитательных, природоохранных, научных и оздоровительных целей наиболее ценных экземпляров паркового строительства.

## Описание
Памятник природы занимает понижение в верховье реки Сырец и ограничен проспектом Победы (дом № 86), улицами Даниила Щербаковского, Балаклеевской и Гончарова (дом № 21).
Территория огорожена забором, есть информационные знаки и щит-указатель. Территория разделена забором на восточную с прудом и западную без пруда с заболоченным участком при впадении ливневой системы. В восточную часть памятника природы нет организованного входа (ранее был спуск к пруду с восточной стороны), в западную — через школу № 73.
Расположен в непосредственной близости от выхода станции метро   Нивки.

## Природа
Памятник природы представлен высокобонитетными дубово-грабовыми насаждениями, которые являются остатками природного древостоя.
Внутри рощи расположено озеро реки Сырец, соединяющееся с другими озёрами (посредством канализированного русла под улицей Даниила Щербаковского), что в парке Нивки (примыкает восточнее).

## Галерея

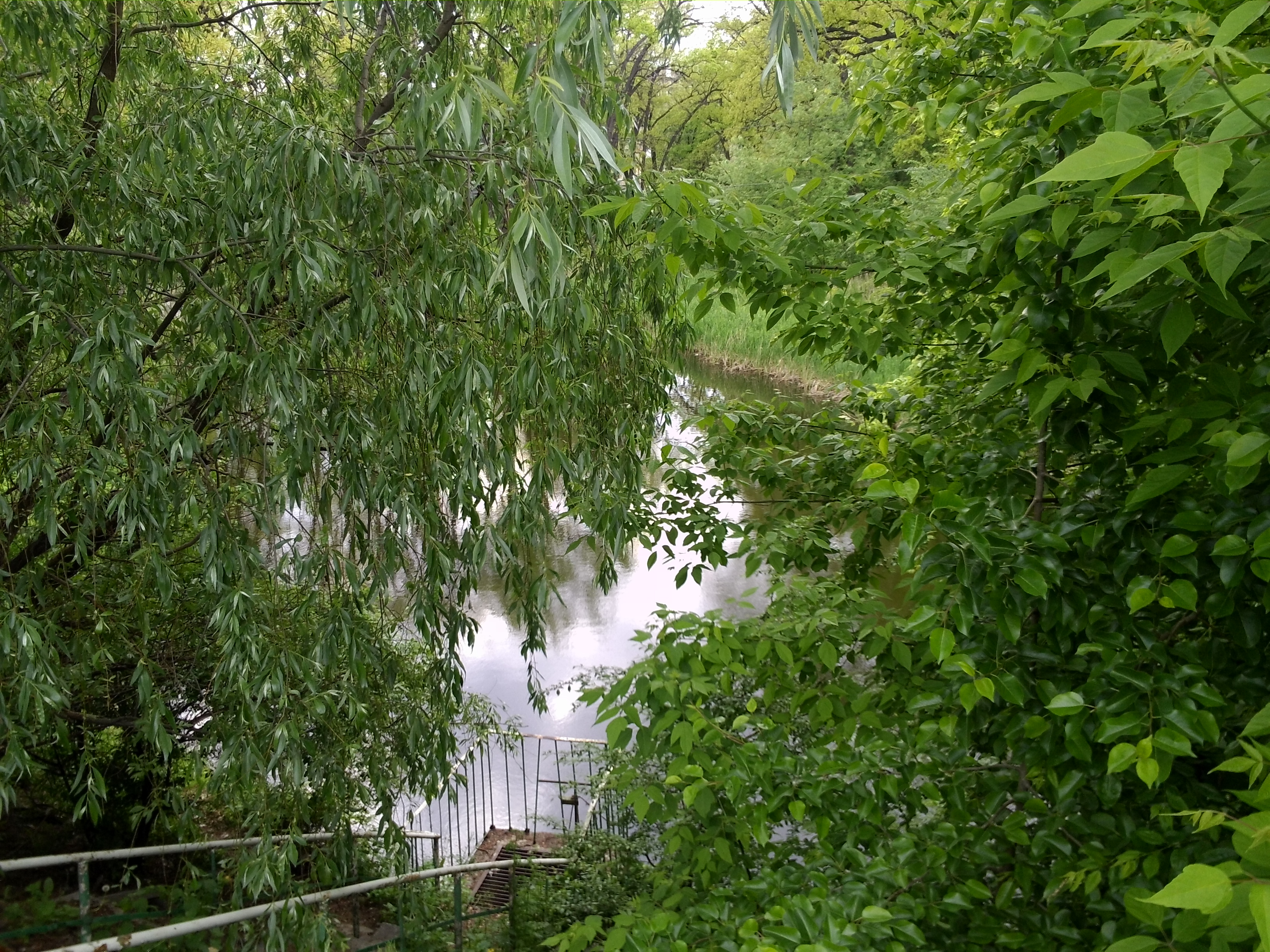
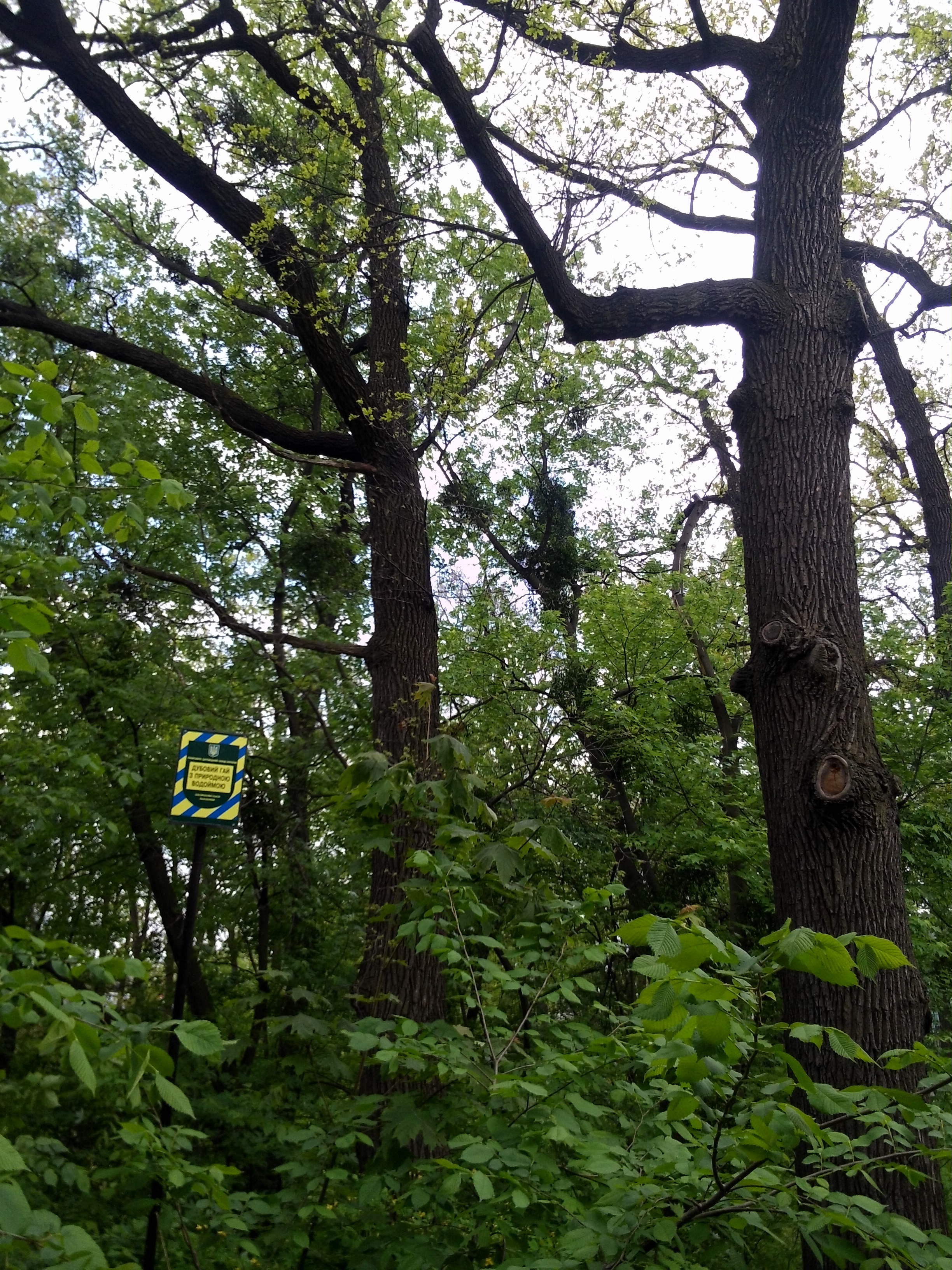
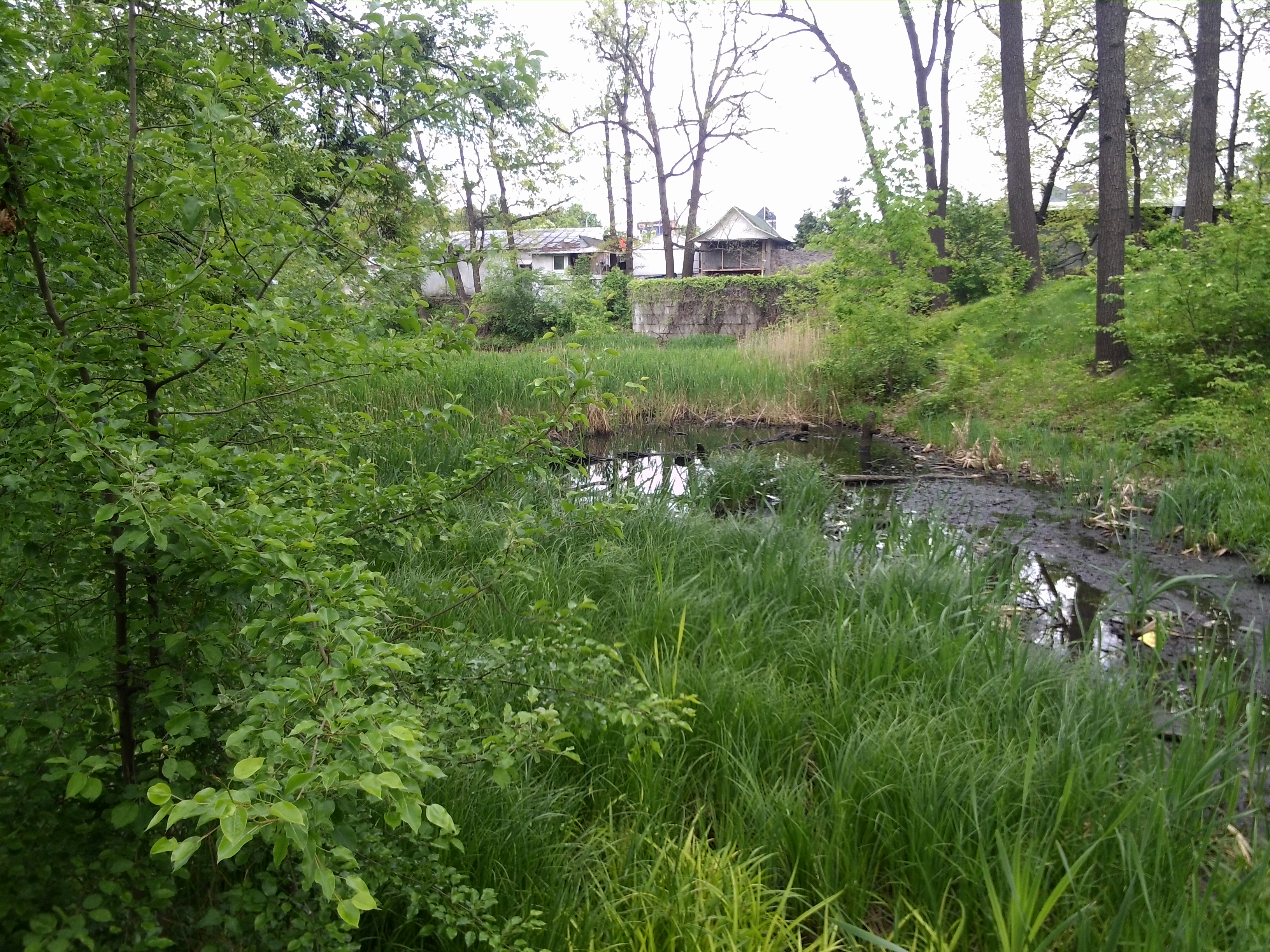
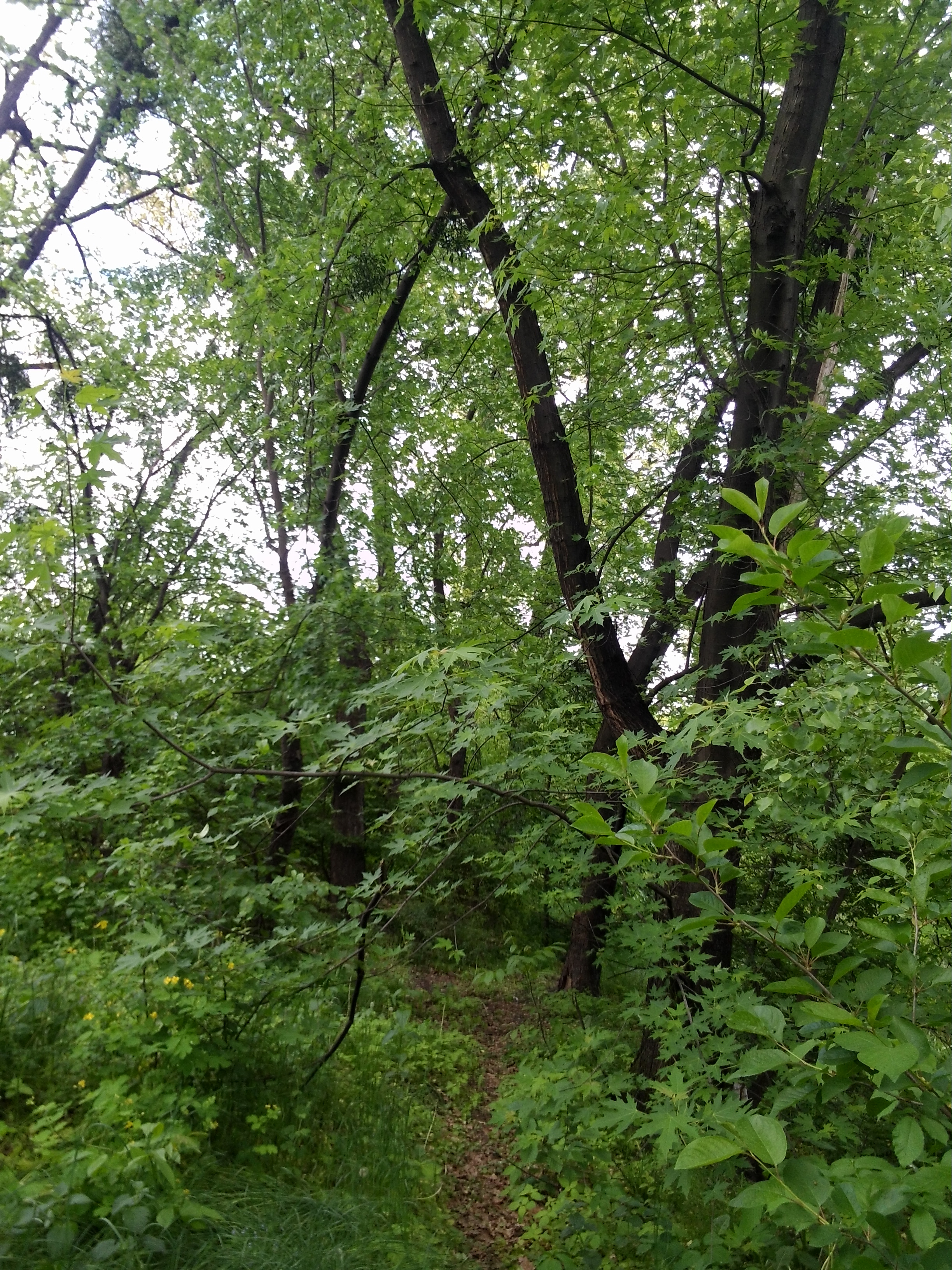
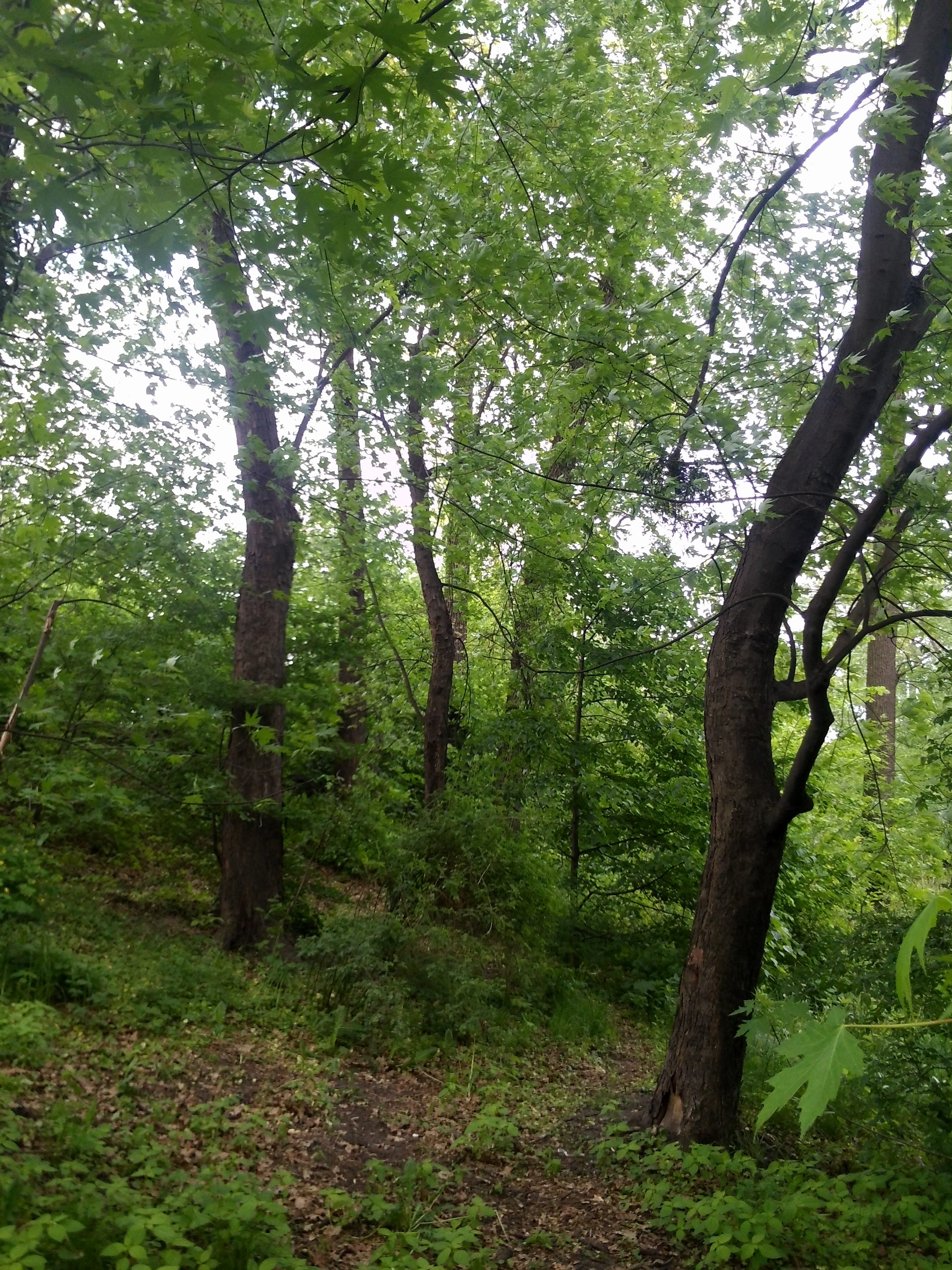
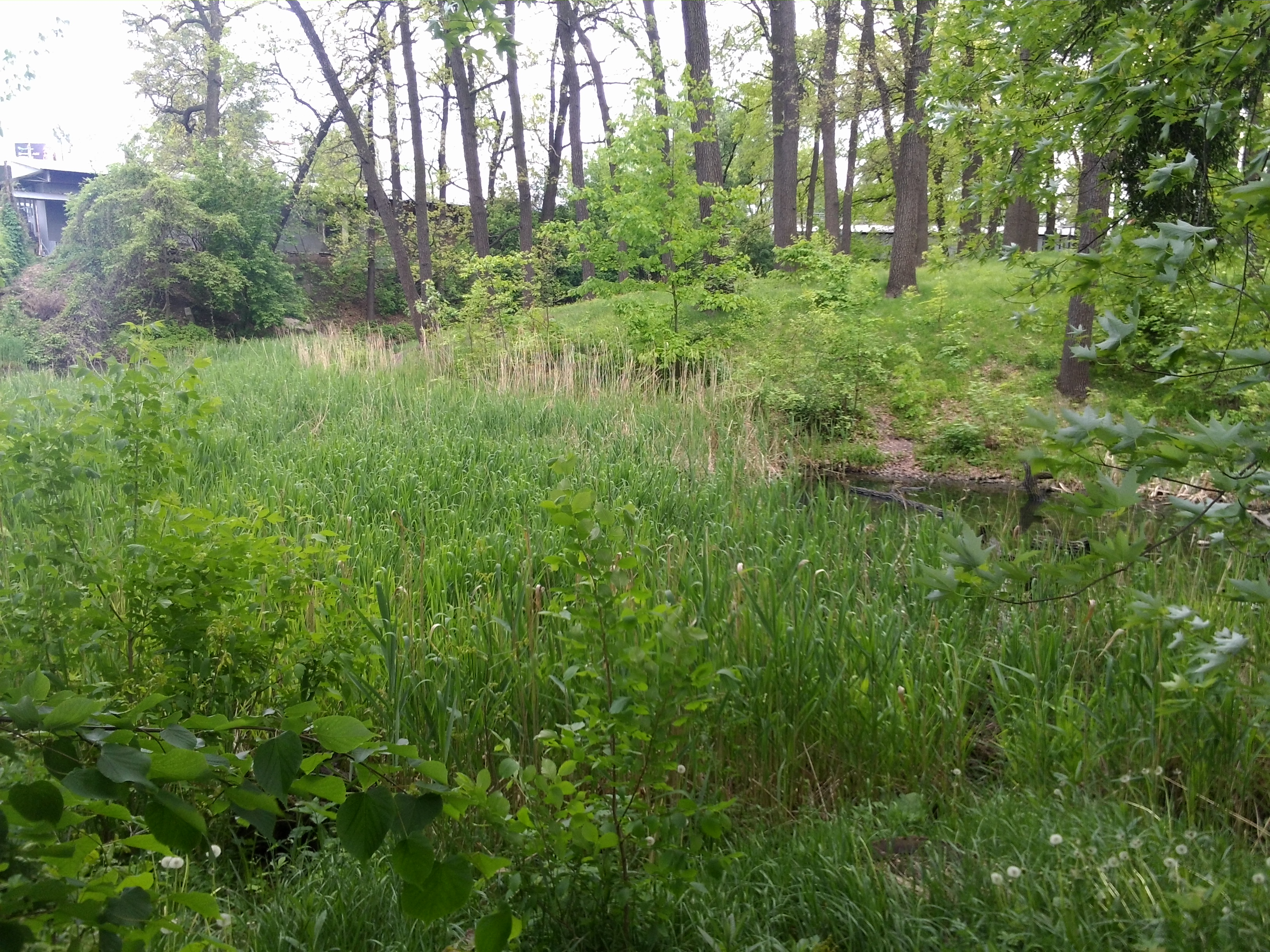
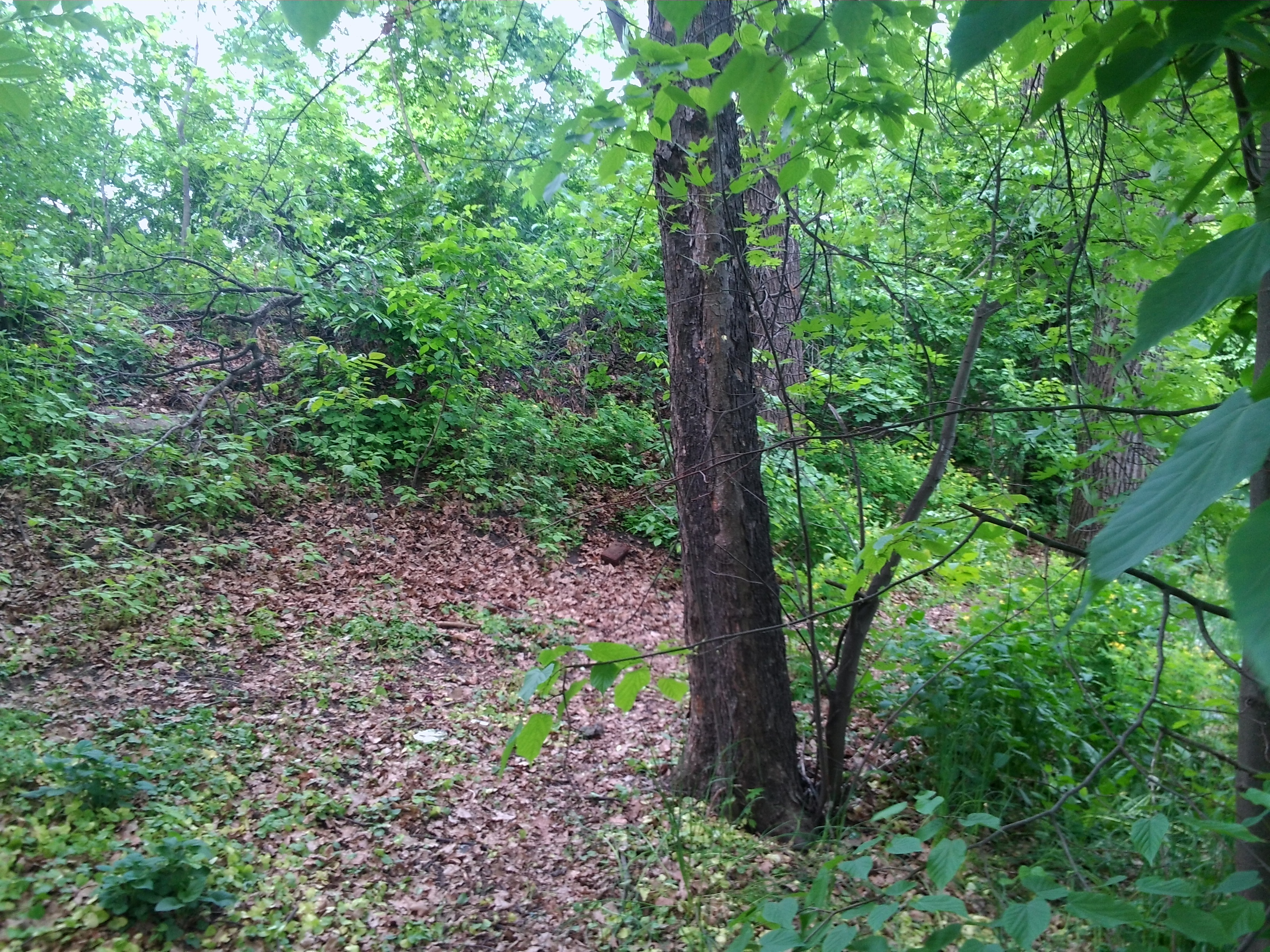
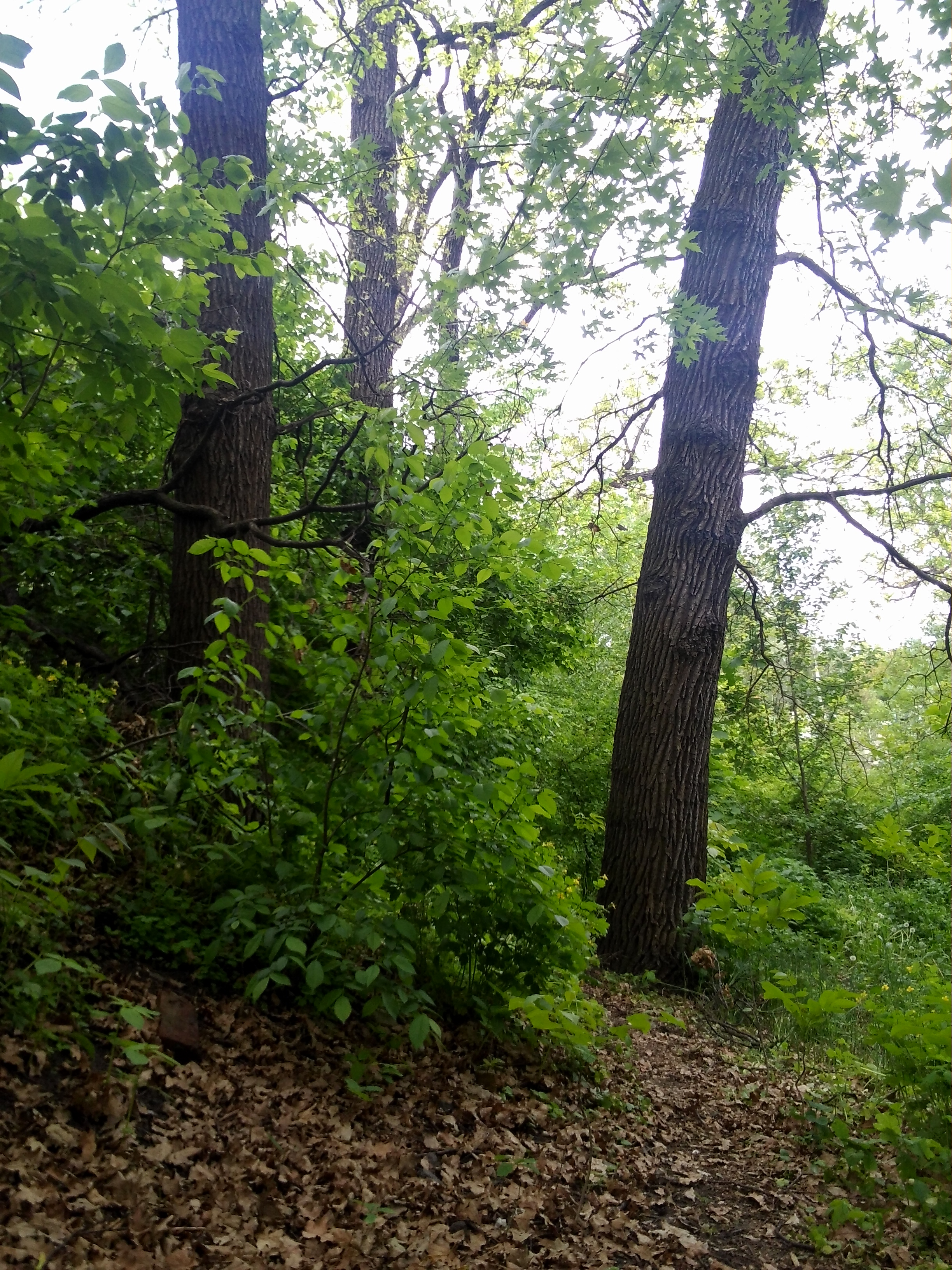
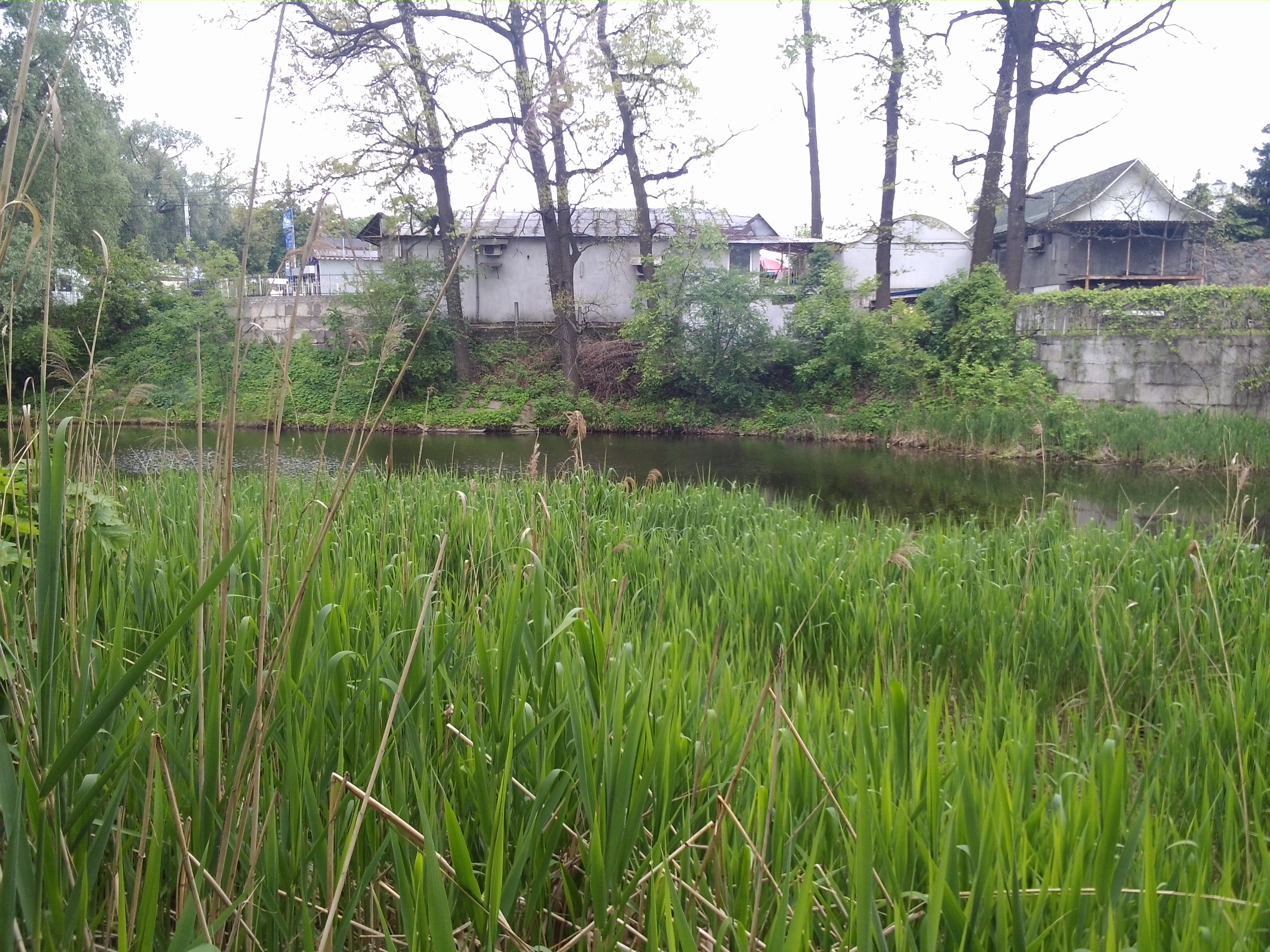
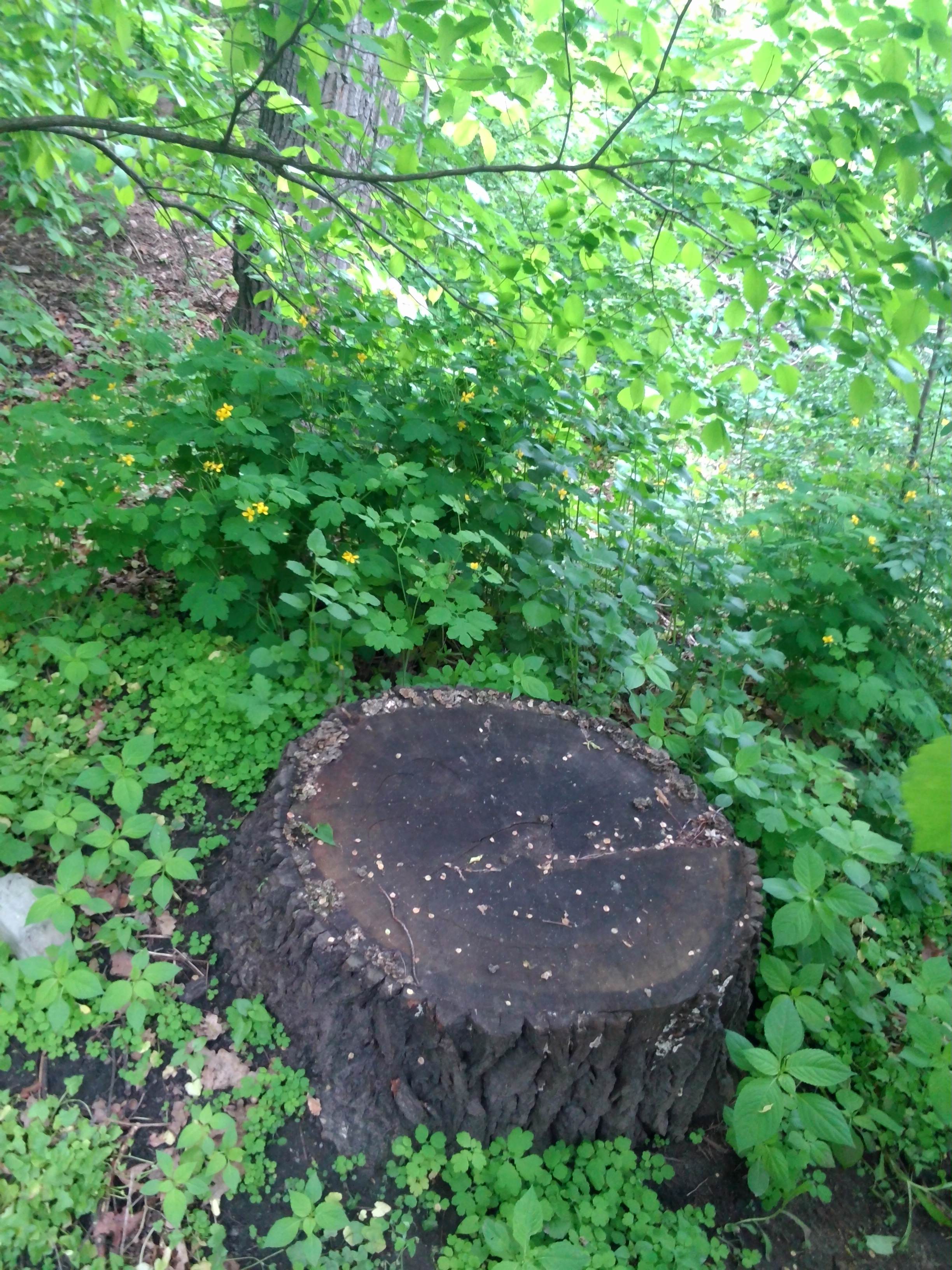
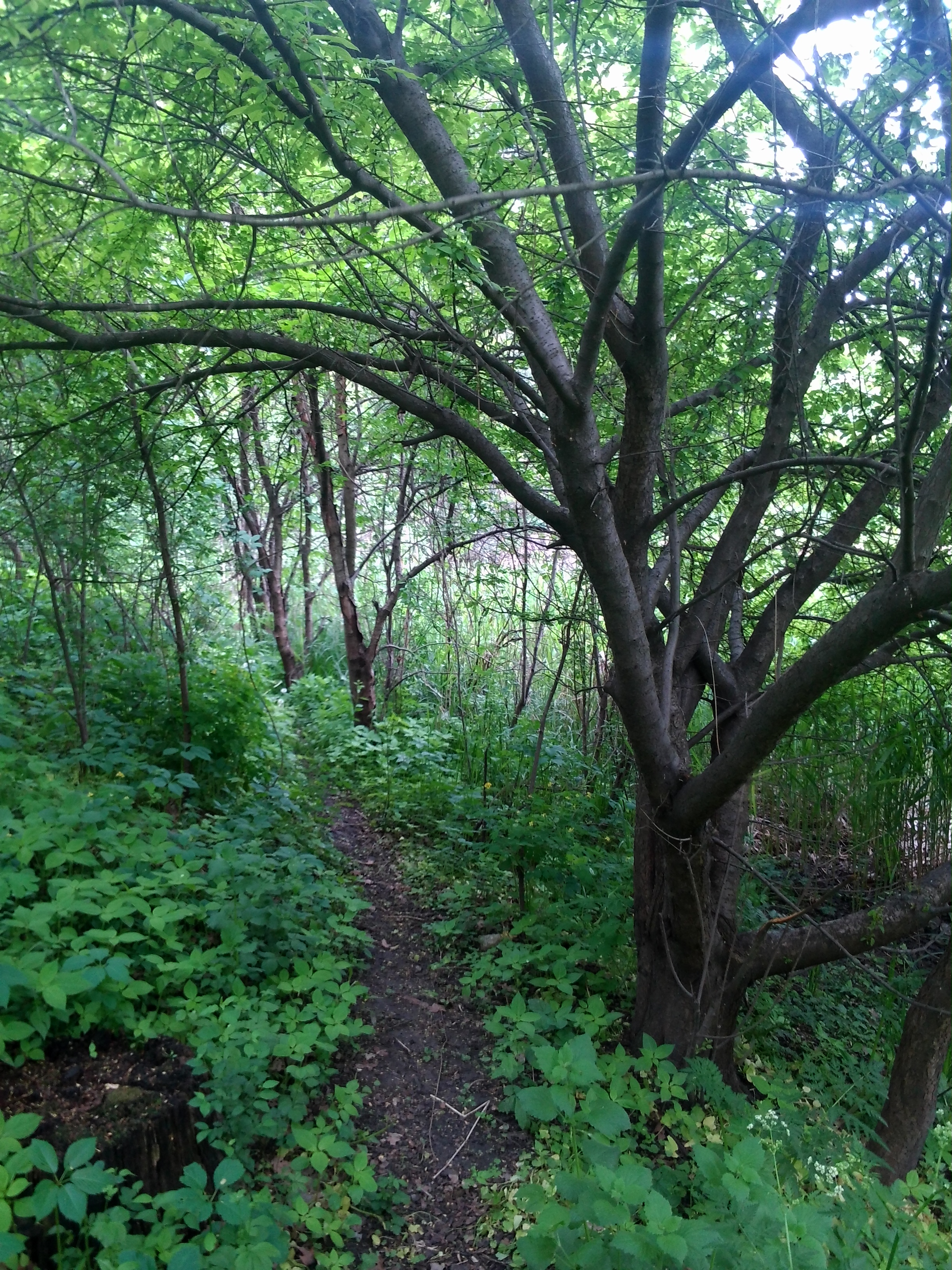
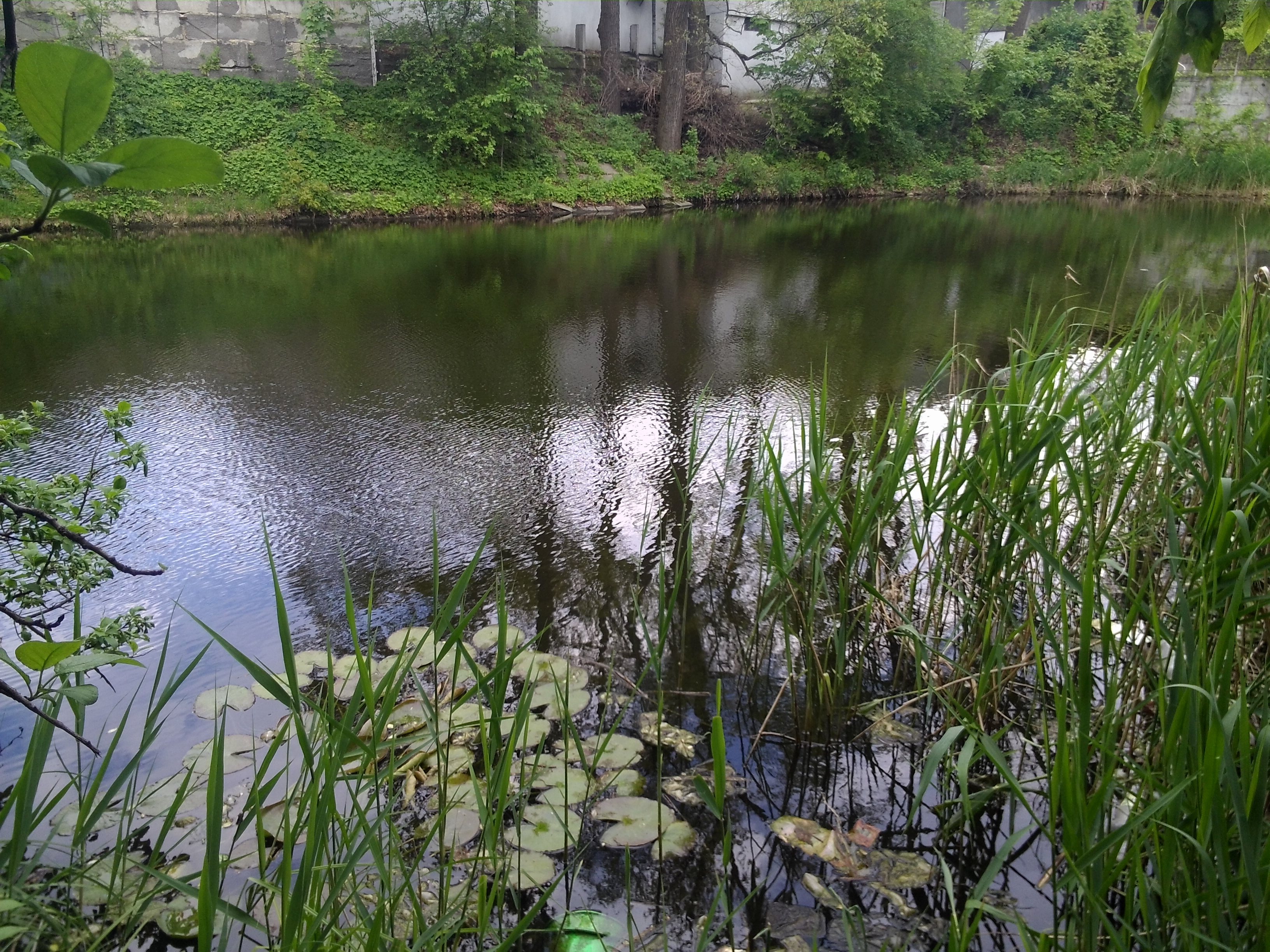
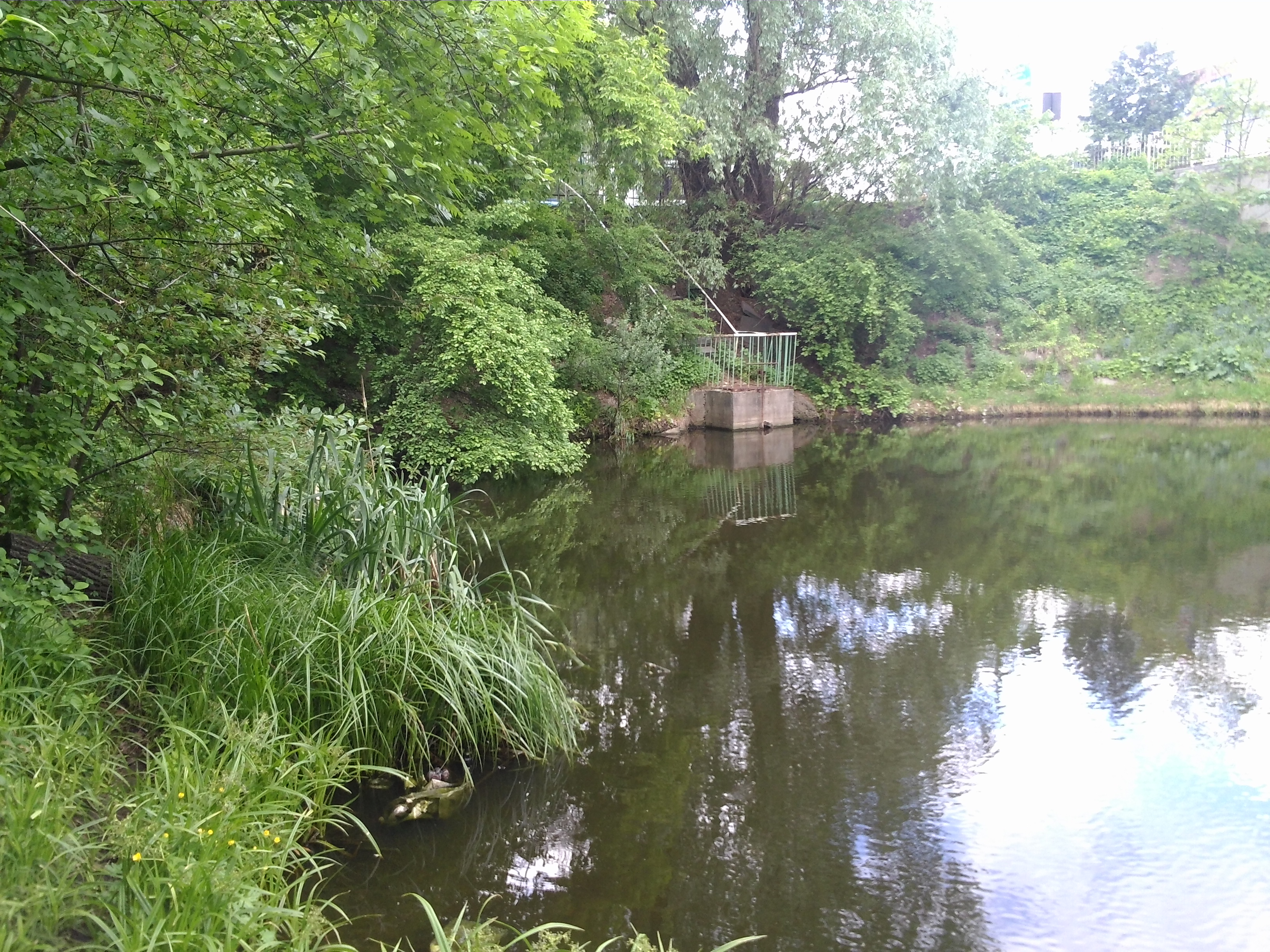
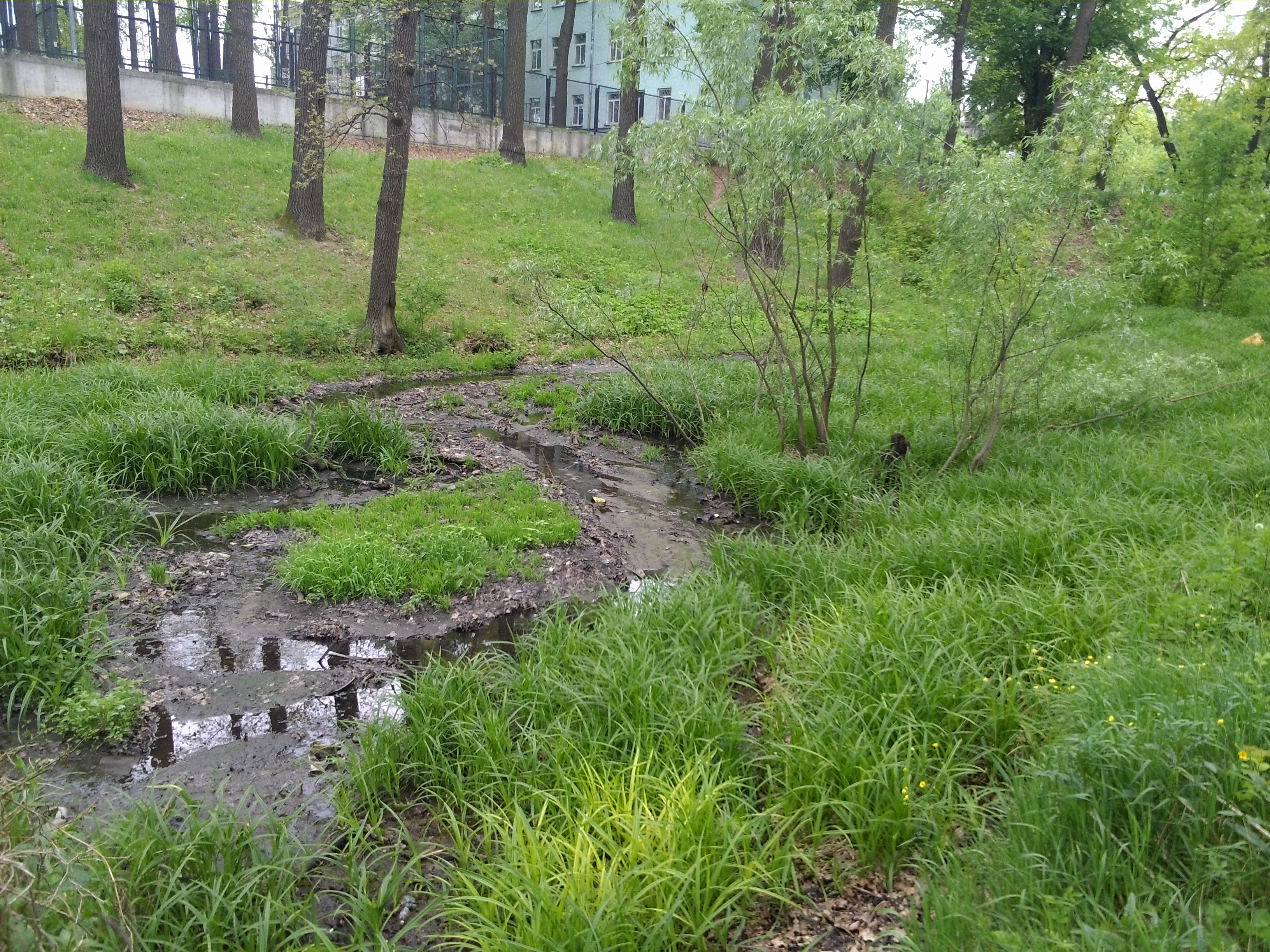
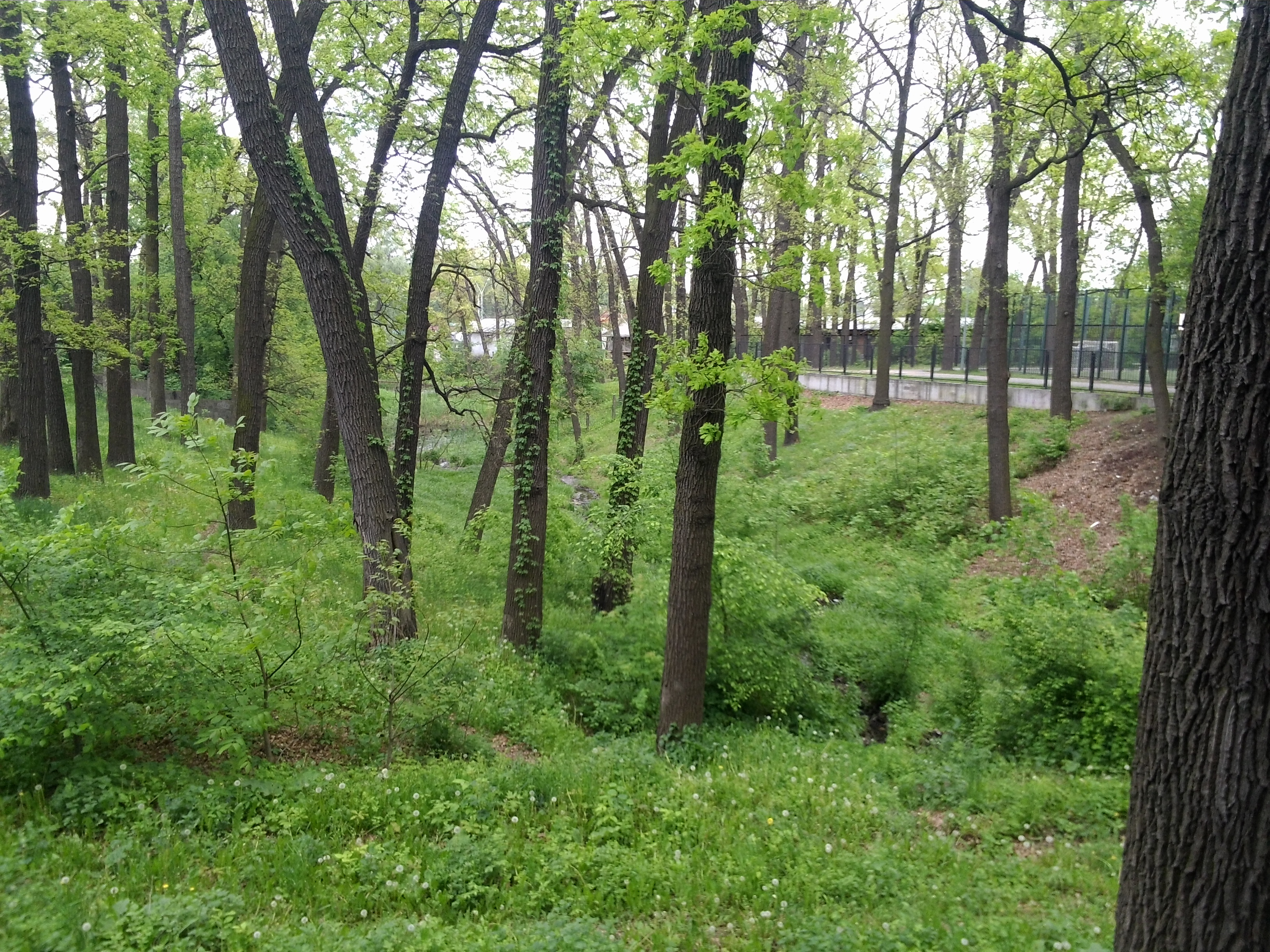
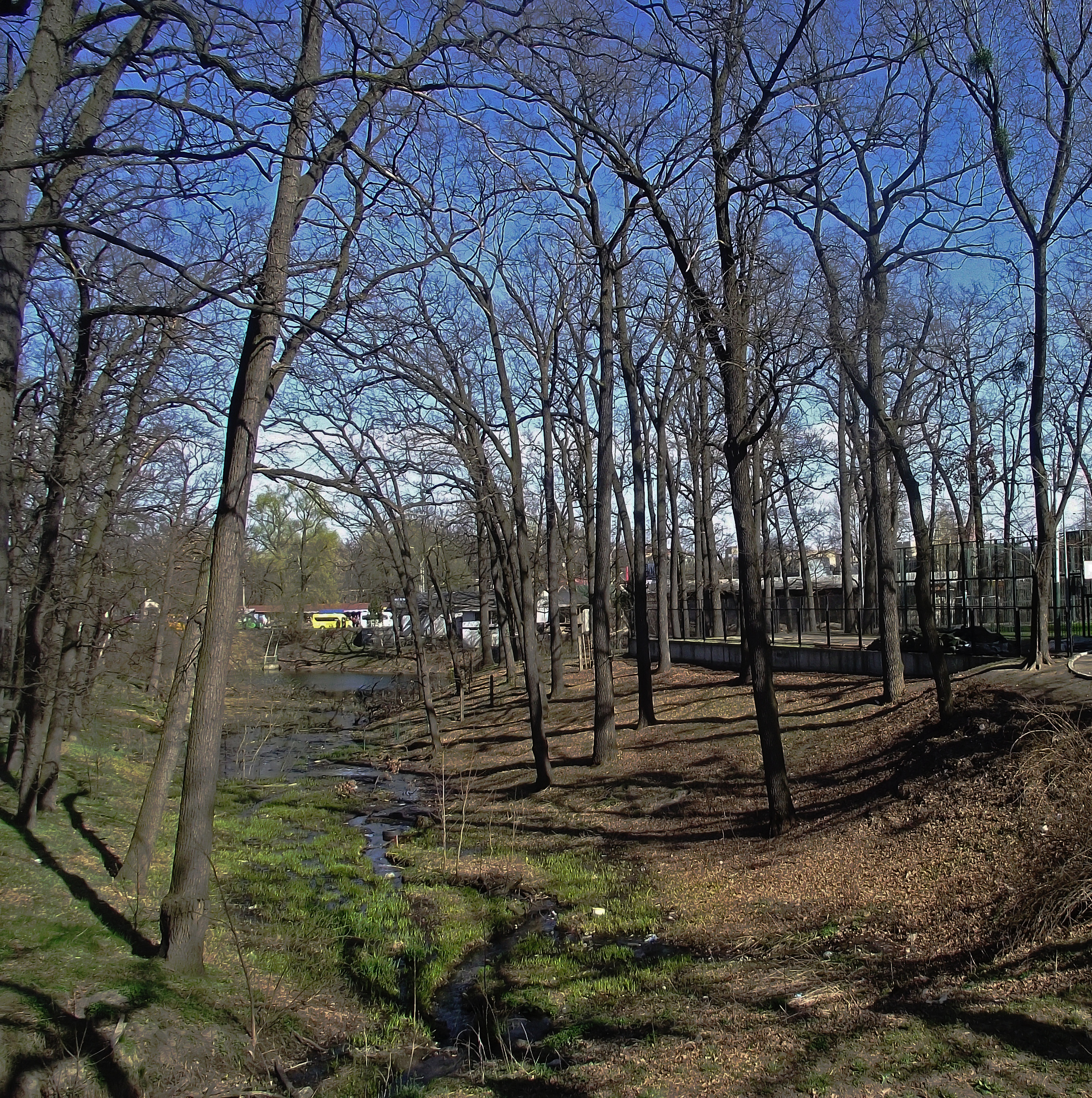
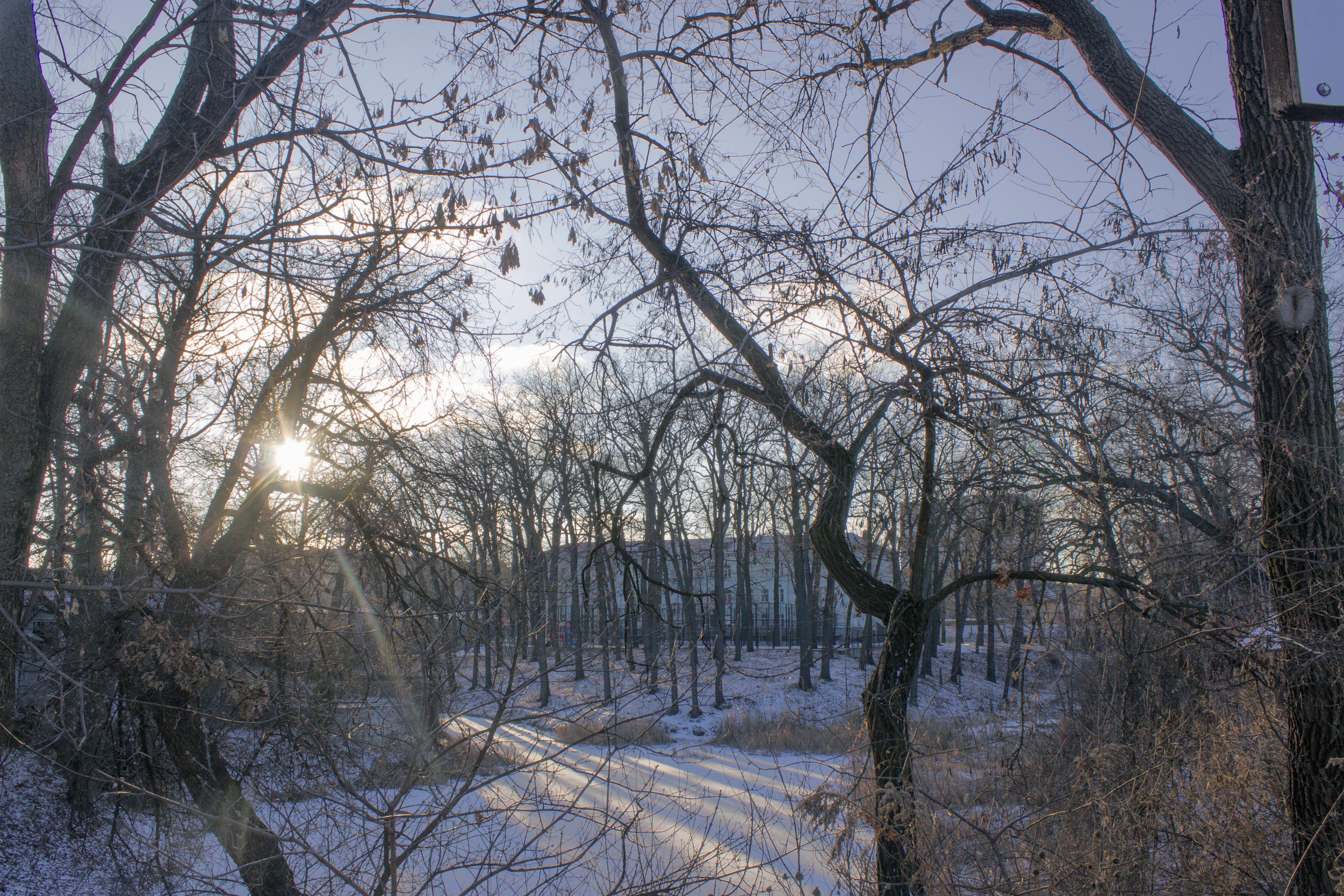
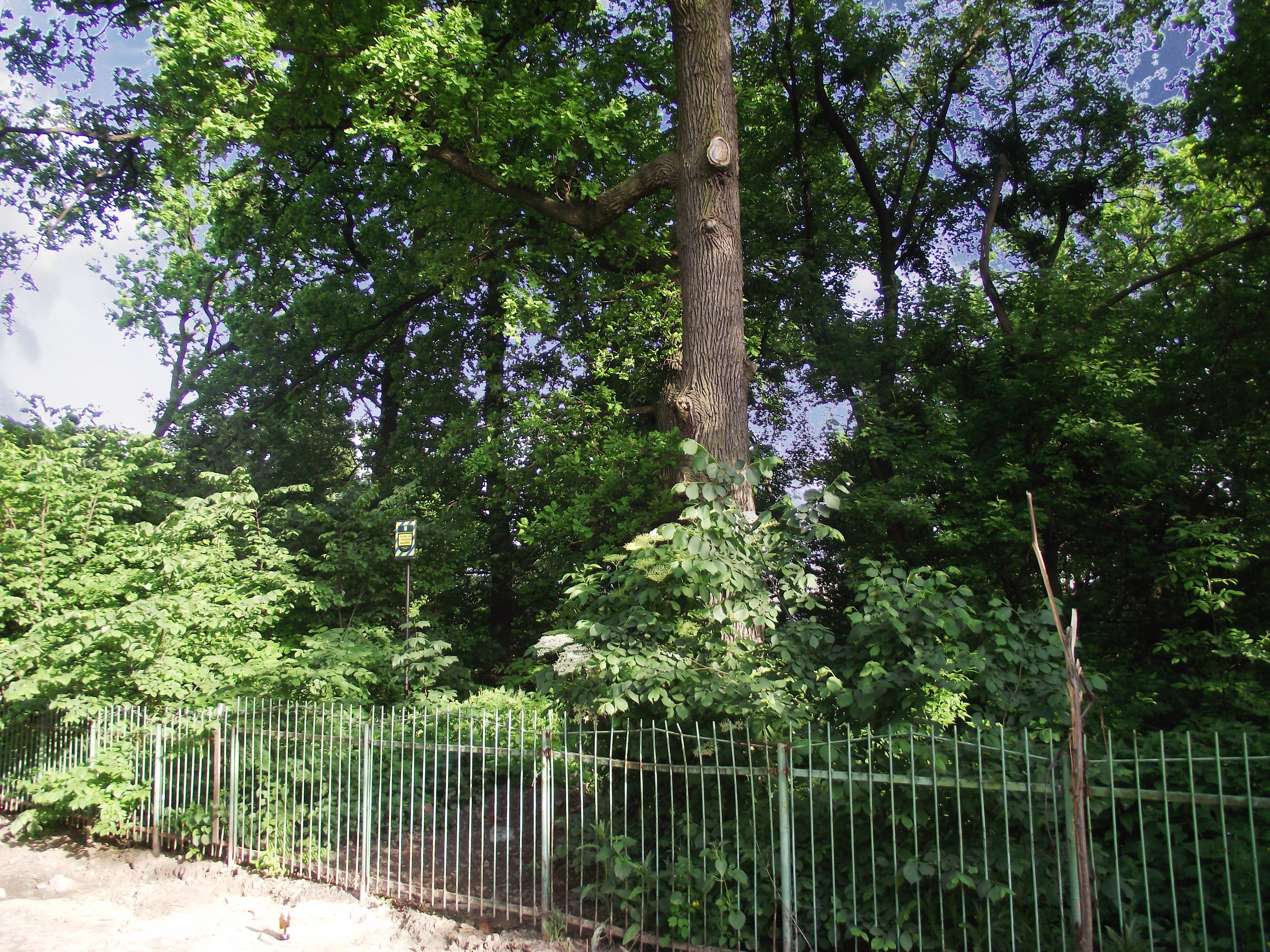
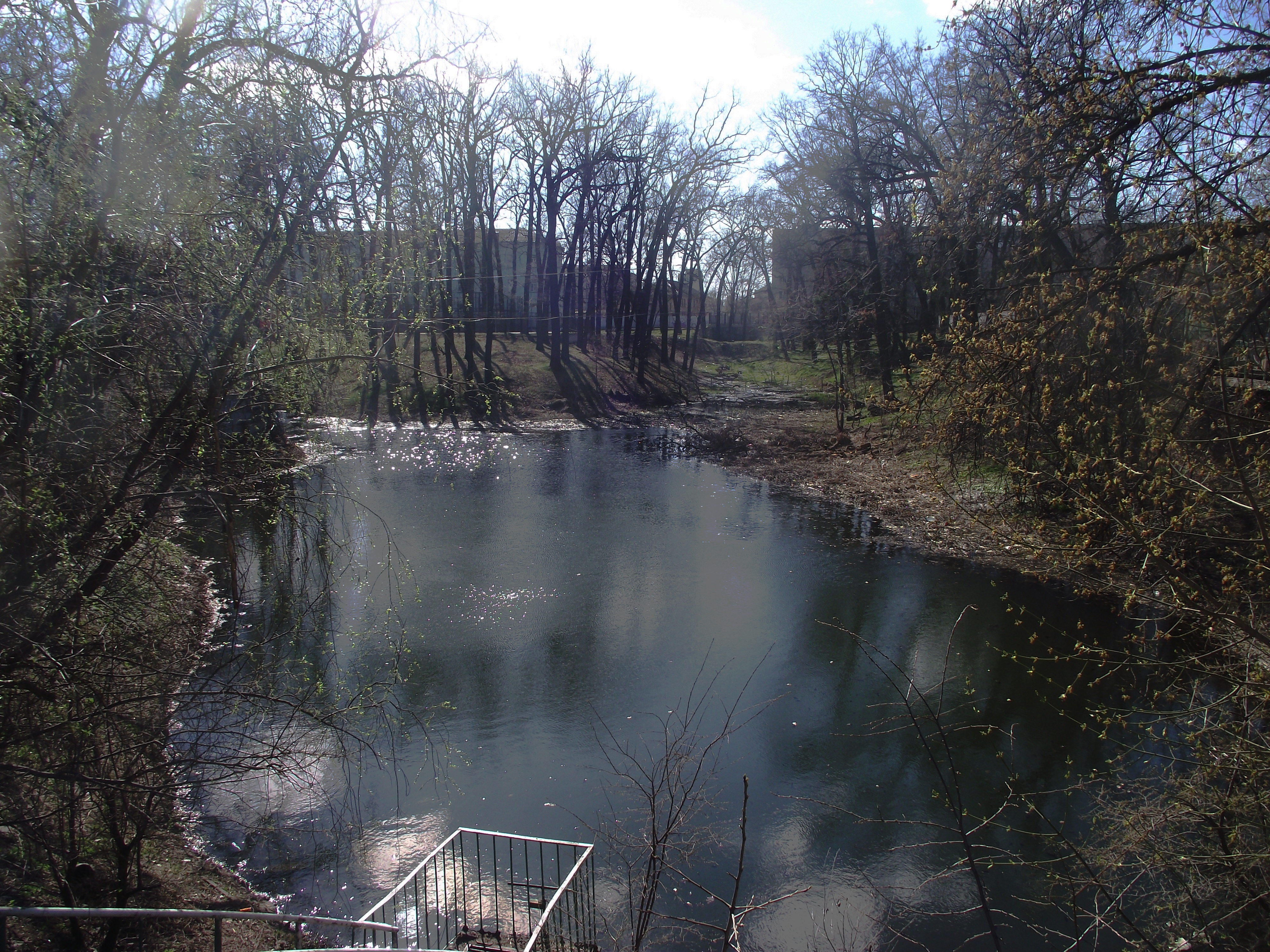
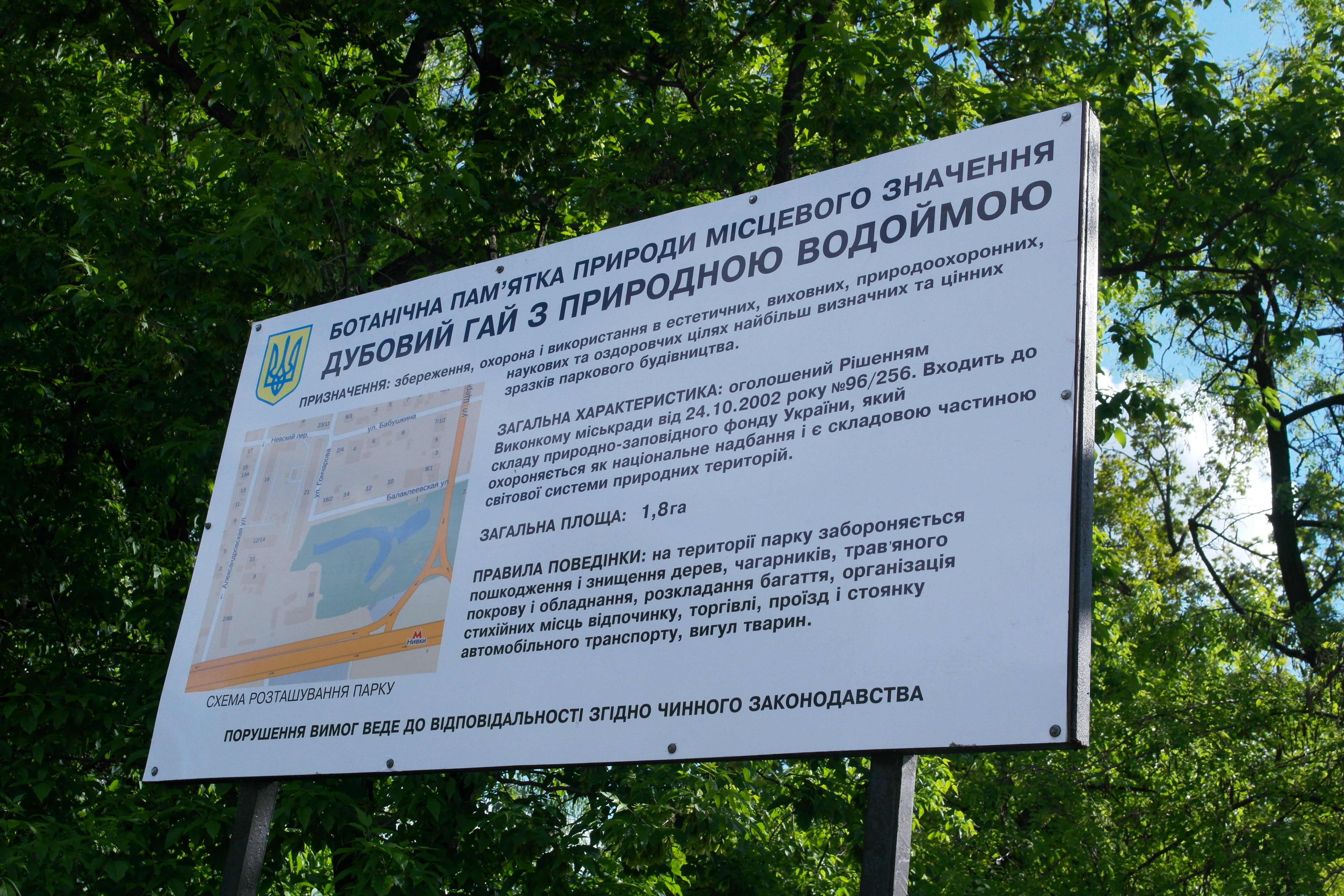